# Calendario musulmán

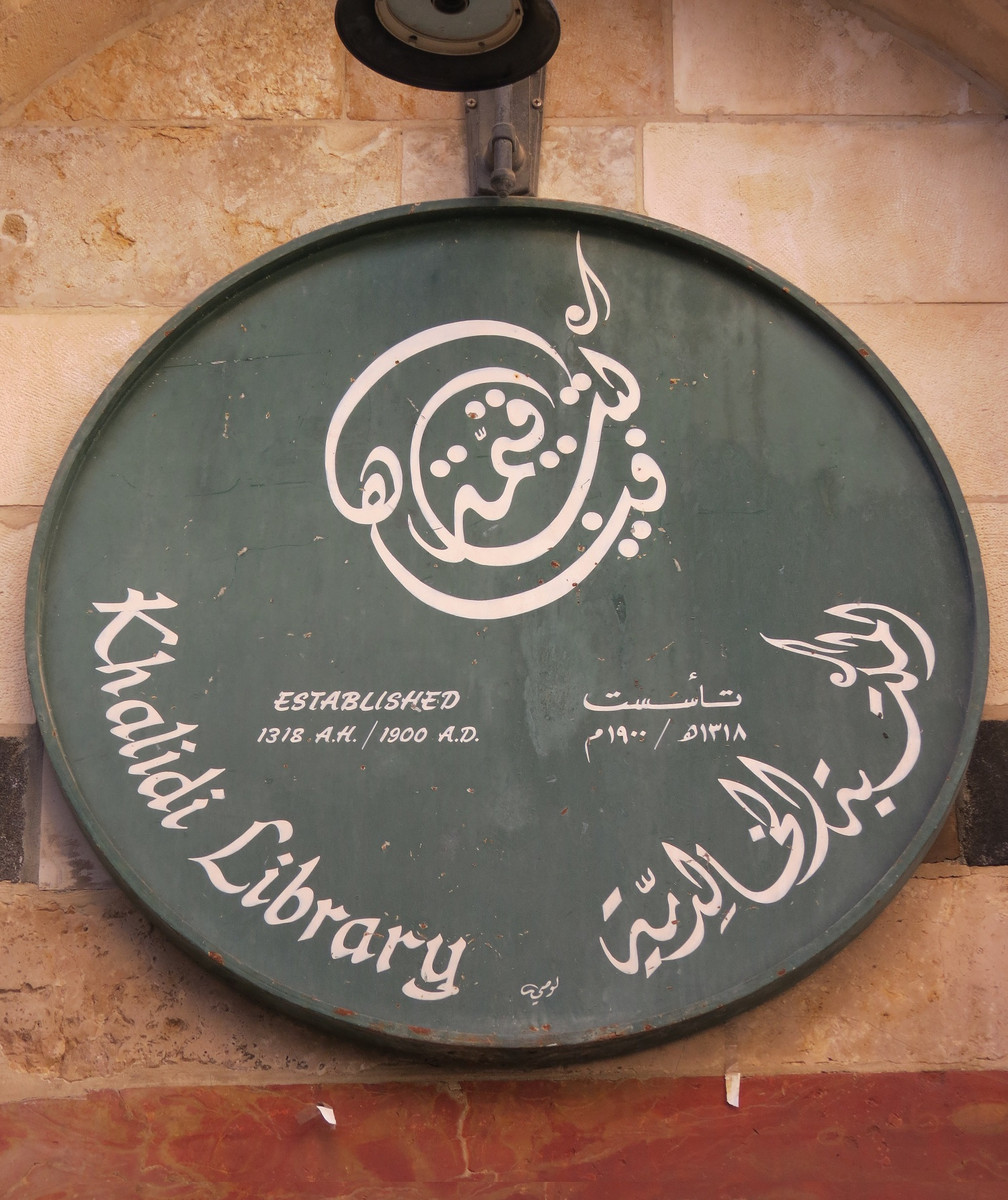
Inscripción de la edad de una biblioteca, en A.D. (Anno Dómini, la era cristiana) y A.H. (Anno Hegirae, años desde la Hégira)

El calendario musulmán, calendario islámico o calendario hijri (en árabe: التقويم الهجري‎ - al-taqwīm al-hijrī) es un calendario lunar que consta de doce meses lunares en un año de 354 o 355 días. Se utiliza para determinar los días apropiados de las festividades y los rituales islámicos, como el período anual de ayuno y el momento apropiado para el Hach (peregrinación a La Meca). En casi todos los países donde la religión predominante es el islam, el calendario civil es el calendario gregoriano, con nombres de meses siríacos utilizados en el Levante y Mesopotamia (Irak, Siria, Jordania, Líbano y Palestina), pero el calendario religioso es el musulmán.
Comienza en el año 622 del calendario gregoriano y del calendario juliano, año en que Mahoma, profeta del islam, tuvo que huir de la ciudad de La Meca hacia Medina (Hégira), por la persecución de sus adversarios.

## Características
El calendario musulmán se basa en ciclos lunares de 30 años (360 lunaciones, de tradición sumeria). Los 30 años del ciclo se dividen en 19 años de 354 días y 11 años de 355 días. Los años de 354 días se llaman años simples y se dividen en seis meses de 30 días y otros seis meses de 29 días. Los años de 355 días se llaman intercalares y se dividen en siete meses de 30 días y otros cinco de 29 días. Años y meses van alternándose. Es decir, cada 33 años musulmanes equivalen a 32 años gregorianos. Las intercalaciones se hacen añadiendo un día al final del mes de du l-hiyya en los años 2.º, 5.º, 7.º, 10.º, 13.º, 16.º, 18.º, 21.º, 24.º, 26.º y 29.º de cada ciclo de 30 años.
El origen de este calendario es el día del inicio de la Hégira, que es 1 A.H. (Anno Hegirae). En el calendario gregoriano correspondería al 16 de julio de 622.
El 25 de octubre de 2014 coincidió con el 1 de muharram, primer día del año hegiriano 1437, cuyo último día 30 de du l-hiyya coincidió con el 24 de octubre de 2015.
El 10 de octubre de 2021 d. C. comienza el año islámico 1443 AH.
Actualmente, en los países musulmanes conviven el calendario gregoriano y el musulmán (en Irán y Afganistán, el calendario persa). La fecha islámica correspondiente a la gregoriana se puede calcular con un error máximo de un día al multiplicar el año musulmán por 0.970224 y añadir 621.5774.

## Los días de la semana
Son siete días de la semana:
- al-ahad(الأحد «el primero»), domingo
- al-ithnáyn (الإثنين «el segundo»), lunes
- al-tlat (الثلاثاء «el tercero»), martes
- al-arba‘a (الأربعاء «el cuarto»), miércoles
- al-jmís (الخميس «el quinto»), jueves
- al-yumua‘a (الجمعة «la reunión»), viernes. Se llama así porque es el día festivo, en el que se realiza la oración colectiva en las mezquitas.
- al-sabt (السبت «el descanso»), sábado.

## Los meses
Los meses son 12:
1. Muharram
2. Safar
3. Rabi' al-Awwal
4. Rabi' al-Thani
5. Yumada al-Awwal
6. Yumada al-Thani
7. Rayab
8. Sha'ban
9. Ramadán
10. Shawwal
11. Dhu ul-Qádah
12. Dhu ul-Híyyah

## Particularidades
El día musulmán comienza con la caída del sol, y el mes empieza unos dos días después de la luna nueva, cuando comienza a verse el creciente lunar.
Si se considera la diferencia de días entre el calendario lunar y el solar, y el hecho de comenzar en el año 622, se hace evidente la dificultad de establecer una correspondencia entre el calendario musulmán y el gregoriano. Existen tablas de correspondencia de años, pero para un cálculo rápido y exacto sirven las siguientes fórmulas:
- Para pasar del año musulmán al gregoriano:

(1){\displaystyle G={\frac {32}{33}}H+622}

- Para pasar del año gregoriano al musulmán:

(2){\displaystyle H={\frac {33}{32}}(G-622)}

Donde:
G = año gregoriano
H = año musulmán (hégira)
Estas fórmulas sirven para establecer la correspondencia entre los años musulmanes y los gregorianos, pero establecer la correspondencia exacta de una fecha concreta es casi imposible, e incluso los historiadores admiten un error de un día más o menos. La causa de este desfase es que el inicio y el fin de cada mes se regula según el ciclo lunar observable, lo que lleva a introducir un día de más cuando las observaciones no coinciden con el cálculo teórico.

## Consideraciones astronómicas
Debido a que el calendario islámico se basa en ciertos métodos variables de observación para determinar sus fechas de inicio de mes, estas fechas a veces varían ligeramente de las fechas de inicio de mes del calendario lunar astronómico[que...], que se basan directamente en cálculos astronómicos. Sin embargo, el calendario islámico rara vez varía en más de tres días con respecto al sistema del calendario astronómico-lunar, y se aproxima a él. Tanto el calendario islámico como el astronómico-lunar no tienen en cuenta el año solar en sus cálculos, por lo que estos dos sistemas de calendario estrictamente lunares no pueden calcular el tiempo de las cuatro estaciones del año.
En el sistema de calendario astronómico-lunar, un año de 12 meses lunares tiene 354,37 días. En este sistema de calendario, los meses lunares comienzan precisamente en el momento de la "conjunción" mensual, cuando la Luna se encuentra más directamente entre la Tierra y el Sol. El mes se define como la duración media de una revolución de la Luna alrededor de la Tierra (29,53 días). Por convención, los meses de 30 y 29 días se suceden, sumando en dos meses sucesivos 59 días completos. Esto deja sólo una pequeña variación mensual de 44 minutos, que suma un total de 24 horas (es decir, el equivalente a un día completo) en 2,73 años. Para ajustar las cuentas, basta con añadir un día cada tres años al calendario lunar, de la misma manera que se añade un día al calendario gregoriano cada cuatro años. Los detalles técnicos del ajuste se describen en el Calendario Islámico Tabular.
El calendario islámico, sin embargo, se basa en un conjunto diferente de convenciones para la determinación de las fechas de inicio de los meses. Cada mes sigue teniendo 29 o 30 días, pero debido al método variable de observaciones empleado, no suele haber un orden discernible en la secuencia de los meses de 29 o 30 días. Tradicionalmente, el primer día de cada mes es el día (a partir de la puesta de sol) del primer avistamiento del hilal (luna creciente) poco después de la puesta de sol. Si el hilal no se observa inmediatamente después del día 29 de un mes (ya sea porque las nubes impiden su visión o porque el cielo occidental es todavía demasiado brillante cuando la luna se pone), entonces el día que comienza con esa puesta de sol es el 30. Este avistamiento debe ser realizado por uno o más hombres de confianza que testifiquen ante un comité de líderes musulmanes. Determinar el día más probable en el que se podía observar el hilal fue una de las motivaciones del interés musulmán por la astronomía, lo que situó al Islam en la vanguardia de esa ciencia durante muchos siglos. Sin embargo, debido a que ambos sistemas de cálculo lunar se basan, en última instancia, en el propio ciclo lunar, ambos sistemas siguen correspondiendo aproximadamente entre sí, y nunca están desincronizados más de tres días entre sí.

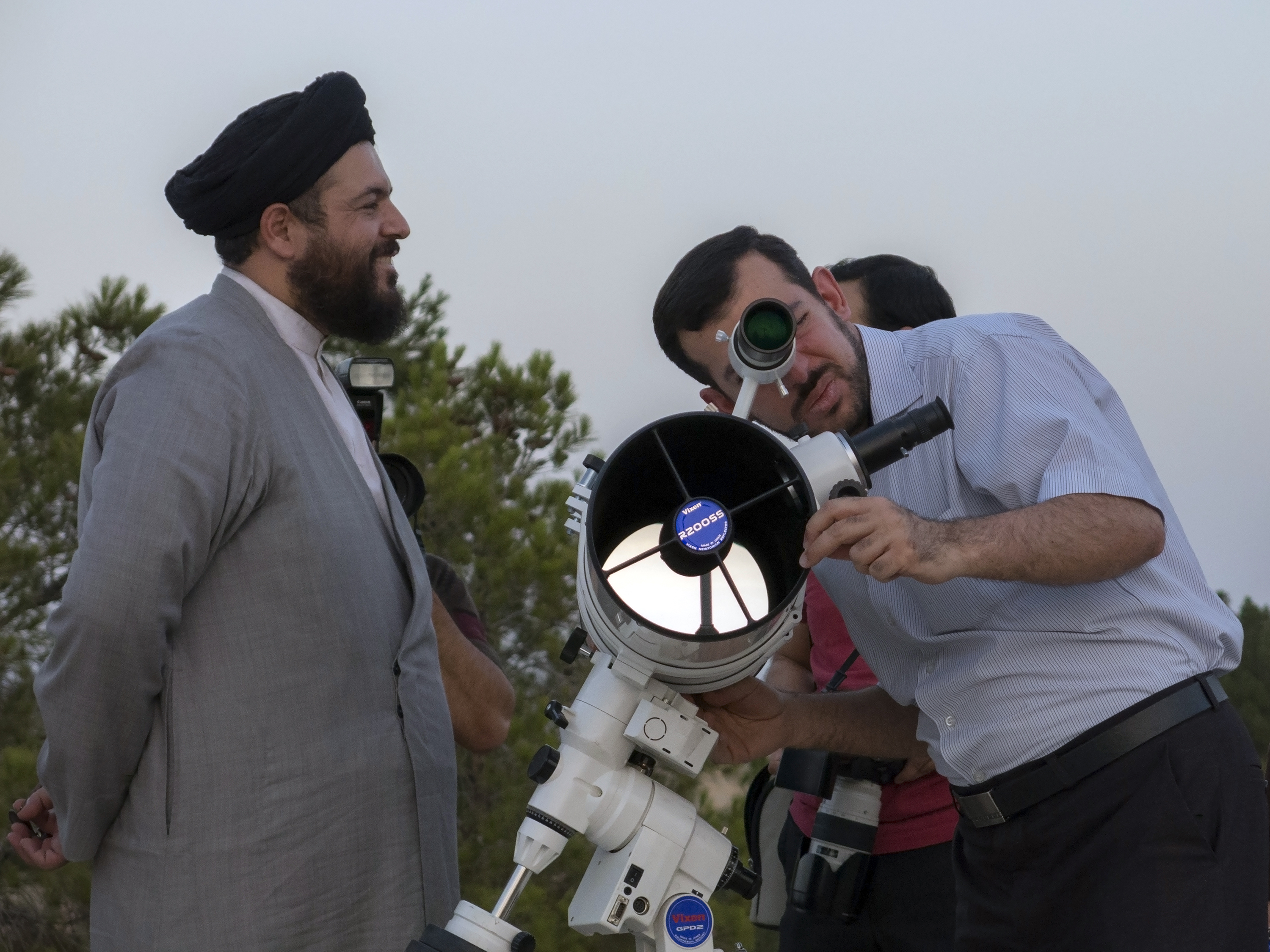
Clérigos observan la luna.

Esta práctica tradicional para la determinación de la fecha de inicio del mes todavía se sigue en la inmensa mayoría de los países musulmanes. Cada estado islámico procede a su propia observación mensual de la luna nueva (o, en su defecto, espera a que se cumplan los 30 días) antes de declarar el comienzo de un nuevo mes en su territorio. Sin embargo, el creciente lunar sólo se hace visible unas 17 horas después de la conjunción, y sólo sujeto a la existencia de una serie de condiciones favorables relativas al clima, el tiempo, la ubicación geográfica, así como a diversos parámetros astronómicos[36] Dado que la luna se pone progresivamente más tarde que el sol a medida que se avanza hacia el oeste, con el correspondiente aumento de su "edad" desde la conjunción, los países musulmanes occidentales pueden, en condiciones favorables, observar la luna nueva un día antes que los países musulmanes orientales. Debido a la interacción de todos estos factores, el comienzo de cada mes difiere de un país musulmán a otro, durante el período de 48 horas que sigue a la conjunción. La información que proporciona el calendario en cualquier país no va más allá del mes en curso.
Varios países musulmanes intentan superar algunas de estas dificultades aplicando diferentes reglas relacionadas con la astronomía para determinar el comienzo de los meses. Así, Malasia, Indonesia y algunos otros comienzan cada mes al atardecer del primer día en que la luna se pone después del sol (puesta de la luna después del atardecer). En Egipto, el mes comienza al atardecer del primer día en que la luna se pone al menos cinco minutos después del sol. Un análisis detallado de los datos disponibles muestra, sin embargo, que hay grandes discrepancias entre lo que los países dicen que hacen en este tema y lo que realmente hacen. En algunos casos, lo que un país dice que hace es imposible.

## Consideraciones teológicas
Si el calendario islámico se preparara utilizando cálculos astronómicos, los musulmanes de todo el mundo musulmán podrían utilizarlo para satisfacer todas sus necesidades, del mismo modo que hoy utilizan el calendario gregoriano. Pero hay opiniones divergentes sobre si es lícito hacerlo.
Una mayoría de teólogos se opone al uso de cálculos (más allá de la restricción de que cada mes no debe tener menos de 29 ni más de 30 días) alegando que esto último no se ajustaría a la recomendación de Mahoma de observar la luna nueva de Ramadán y Shawal para determinar el comienzo de estos meses.
Sin embargo, algunos Juristas islámicos no ven contradicción entre las enseñanzas de Mahoma y el uso de cálculos para determinar los comienzos de los meses lunares. Consideran que la recomendación de Mahoma se adaptó a la cultura de la época, y no debe confundirse con los actos de culto..Así, los juristas Ahmad Muhammad Shakir y Yusuf al-Qaradawi respaldaron ambos el uso de cálculos para determinar el comienzo de todos los meses del calendario islámico, en 1939 y 2004 respectivamente. También lo hizo el Fiqh Council of North America (FCNA) en 2006 y el European Council for Fatwa and Research (ECFR) en 2007.
Las principales asociaciones musulmanas de Francia también anunciaron en 2012 que en adelante utilizarían un calendario basado en cálculos astronómicos, teniendo en cuenta el criterio de la posibilidad de avistamiento de la media luna en cualquier lugar de la Tierra. Pero, poco después de la adopción oficial de esta norma por el Consejo Francés de la Fe Musulmana (CFCM) en 2013, la nueva dirección de la asociación decidió, en vísperas del Ramadán de 2013, seguir el anuncio saudí en lugar de aplicar la norma recién adoptada. Esto dio lugar a una división de la comunidad musulmana de Francia, ya que algunos miembros siguieron la nueva norma y otros el anuncio saudí.
Los bohíes isma'ili-taiyebíes que tienen la institución del da'i al-mutlaq]' siguen el calendario tabular islámico  preparado sobre la base de cálculos astronómicos de la época de los imanes Fatimí.